# Louis Georges Gouy
Louis Georges Gouy (Vals-les-Bains, 19 febbraio 1854 – Vals-les-Bains, 27 gennaio 1926) è stato un fisico francese candidato al Premio Nobel per la fisica per 6 volte senza mai vincerlo.
È l'ideatore della bilancia di Gouy, del modello del doppio strato elettrico di Gouy-Chapman (un modello relativamente riuscito, seppur limitato, che descrive il doppio strato elettrico e trova applicazioni in vaste aree di studio, dalla chimica alla fisica fino alla biofisica) e della fase di Gouy, che si incontra in particolare nella descrizione del fascio gaussiano.

## Carriera
Formatore, poi tutore alla Sorbona di Parigi dal 1880 al 1883, primo supplente e docente alla Facoltà di Scienze dell'Università di Lione dal 1883, diventò professore ordinario di fisica nel 1887.
Corrispondente dell'Accademia francese delle scienze nel 1901, eletto membro non residente il 28 aprile 19133, fu, con Marcel Brillouin, Maurice de Broglie, Marie Curie, Paul Langevin e Pierre Weiss, uno dei sei francesi partecipanti al congresso Solvay del 1913.

### Argomenti oggetti di studio
Il suo principale lavoro scientifico riguardava i seguenti argomenti:
- Velocità di propagazione delle onde luminose nei mezzi dispersivi
- Propagazione delle onde sferiche di piccolo raggio
- Diffrazione a distanza (angoli di dispersione che raggiungono i 150°)
- In elettrostatica, la capacità induttiva dei dielettrici
- Carica superficiale
- Effetto del campo magnetico sulla scarica nei gas rarefatti
- Elettrocapillarità
- Capacità di emissione dell'assorbente delle fiamme colorate
- Moto browniano
- Misura della suscettività magnetica dei complessi di metalli di transizione con la bilancia di Gouy
- Lo sfasamento di Gouy, una caratteristica dei fasci gaussiani

## Riconoscimenti
A lui è stata intitolata una strada nella città di Lione e il collegio della sua città natale, oltre ad uno dei due anfiteatri dell'edificio Lippmann dell'Università Claude-Bernard di Lione.